# Mons Meg

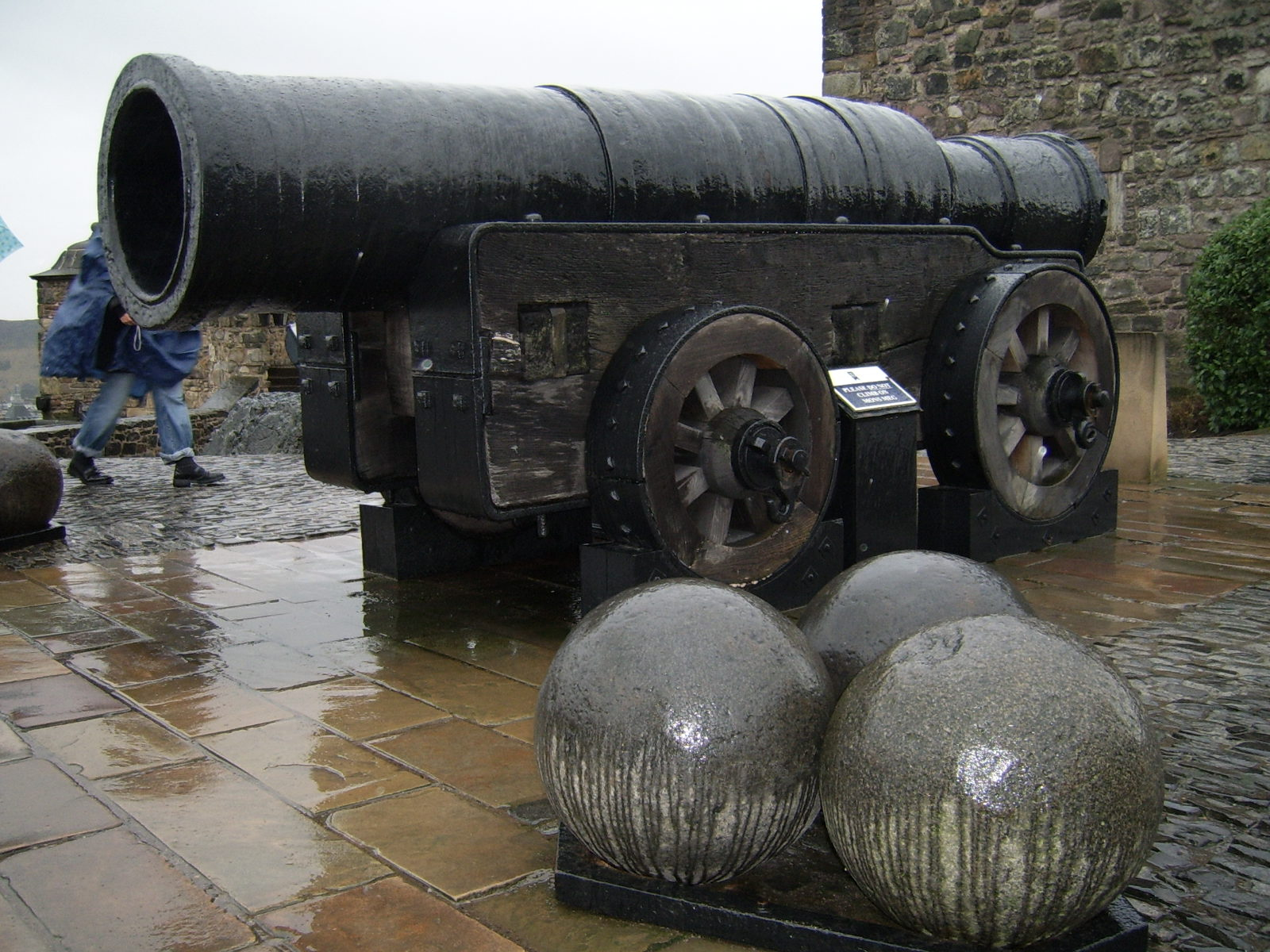
El Mons Meg en el Castillo de Edimburgo.

El Mons Meg es una bombarda medieval, que se encuentra en el Castillo de Edimburgo, en Escocia. Fue construida en 1449 por orden de Felipe III de Borgoña, y enviada como presente al rey Jacobo II de Escocia en 1454. Un accidente en 1680 inutilizó el aparato para uso militar. En 1754 se decidió su traslado a la Torre de Londres. Sin embargo una campaña popular, encabezada por Walter Scott consiguió que la bombarda regresara a Escocia en 1829.
El Mons Meg, con un calibre de 510 mm (20 pulgadas) es considerado como uno de los cañones más grandes del mundo.